# Costanza di Castiglia (duchessa di Lancaster)
Constanza Perez, detta Constanza di Castiglia (Constanza in spagnolo, in asturiano e in galiziano, Constança, in portoghese e in catalano, Gonstanza in aragonese, Konstantza in basco, Kostanze in tedesco e Constance in francese, in fiammingo e inglese; Castrojeriz, 1354 – Leicester Castle, 24 marzo 1394),, principessa della casa reale di Castiglia, fu duchessa consorte di Lancaster, dal 1371 e duchessa consorte d'Aquitania, dal 1390 fino alla sua morte. Fu pretendente alla corona di Castiglia, dopo la morte della sorella Beatrice.

## Origine[1][2][3][4]
Figlia secondogenita del re di Castiglia e León, Pietro I il Crudele e della sua seconda moglie (in stato di bigamia), Maria di Padilla

## Biografia
Nel 1362, suo padre il re Pietro I fece dichiarare legittimi i figli avuti dalla moglie segreta (considerata però bigama), Maria di Padilla ed il figlio maschio Alfonso fu riconosciuto dalle Cortes, erede al trono.
Suo padre, il re, Pietro I, la sera del 22 marzo 1369, fu sopraffatto e ucciso dal fratellastro, Enrico di Trastamara, che gli succedette sul trono, come Enrico II.
Sua sorella Beatrice, suora nel monastero di Santa Clara di Tordesillas, che era erede di Pietro I divenne, per pochi mesi, pretendente al trono di Castiglia. In quello stesso 1369, alla morte della sorella, Costanza divenne pretendente al trono (regina de jure).
Il 21 settembre (1371), Costanza sposò a Roquefort, Giovanni Plantageneto, I duca di Lancaster, figlio quartogenito maschio del re d'Inghilterra e duca d'Aquitania Edoardo III e di Filippa di Hainaut. Per Giovanni erano le seconde nozze, essendo vedovo, dal 1369, di Bianca di Lancaster.
Il marito di Costanza, Giovanni Plantageneto, pretendente al trono di Castiglia, in nome della moglie, si alleò col re del Portogallo, Ferdinando, ma fu sconfitto nella battaglia navale di La Rochelle (1372).
Giovanni Plantageneto, I duca di Lancaster, marito di Costanza e zio del re d'Inghilterra, Riccardo II, che aspirava sempre al trono di Castiglia, alla notizia della battaglia di Aljubarrota, decise di difendere con le armi le sue rivendicazioni al trono di Castiglia; dopo che, il 9 maggio 1386, era stato firmato il Trattato di Windsor tra Portogallo e Inghilterra, il duca di Lancaster, a luglio sbarcò a La Coruña, invase la Galizia, e si incontrò col re del Portogallo, Giovanni di Aviz.

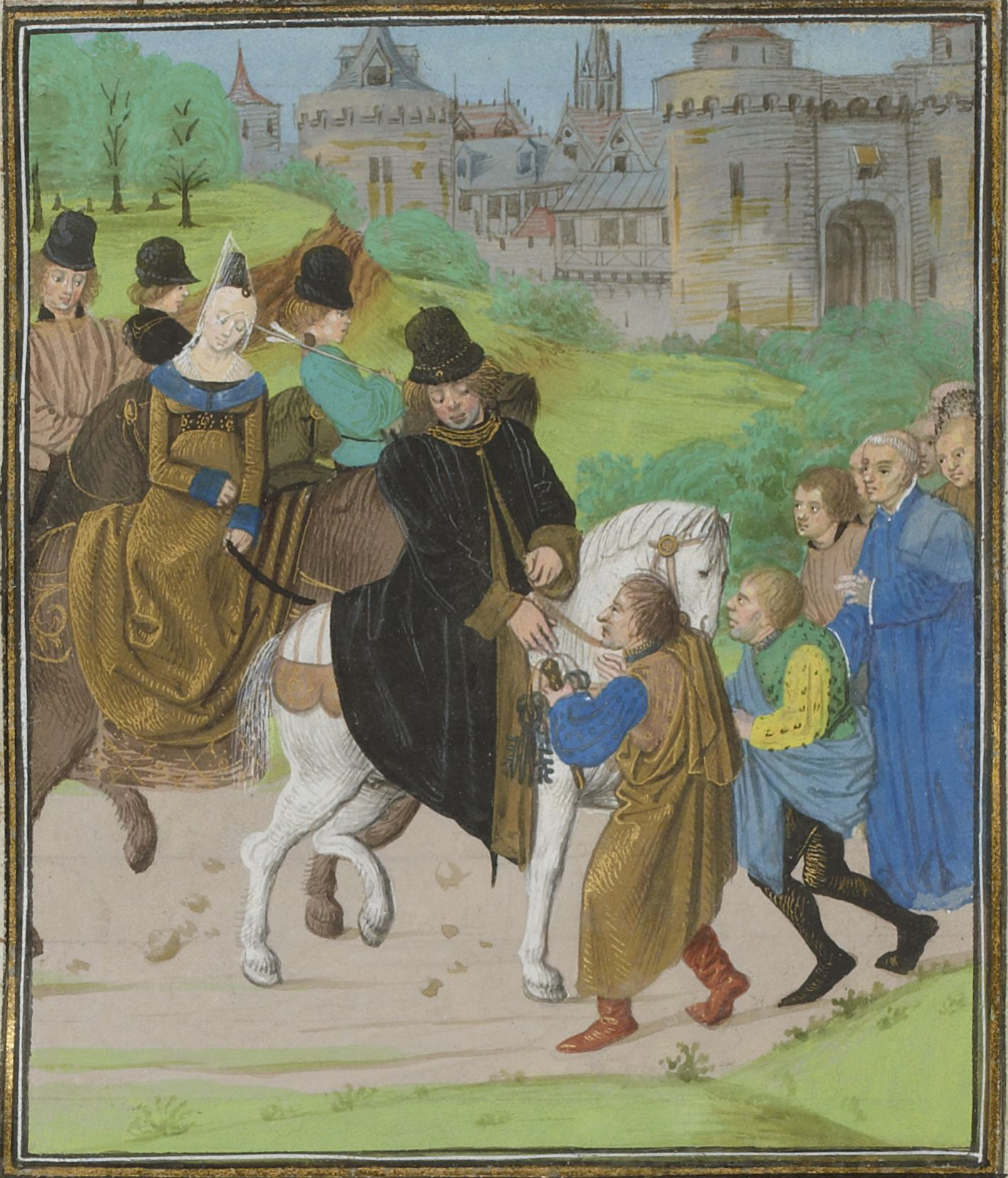
Giovanni Plantageneto, I duca di Lancaster.

La campagna anglo-portoghese fu poco proficua e, dopo un secondo tentativo di invasione, del 1387, fu accettata la proposta di pace dei castigliani: il trattato di pace siglato, a Bayonne, nel luglio 1388, stabiliva, oltre a una tregua col Portogallo della durata di tre anni, un cospicuo indennizzo al duca di Lancaster, per le spese sostenute, ed il matrimonio tra Caterina, figlia di Giovanni e Costanza (nipote quindi di Pietro I di Castiglia), e l'erede al trono di Castiglia, Enrico, ristabilendo così la legittimità della dinastia dei Trastámara, sul trono di Castiglia, mettendo fine alle pretese al trono di Castiglia di Costanza.
Costanza morì nel Castello di Leicester, nel 1394, dopo aver visto la figlia Caterina, salire sul trono di Castiglia dopo il matrimonio con Enrico III di Castiglia, avvenuto a Madrid, nel 1393.
Costanza fu inumata nella abbazia di Newark a Leicester.

## Discendenza[3][9][10]
Costanza a Giovanni ebbero due figli:
- Caterina (tra il 6 giugno 1372 e il 31 marzo 1373- Valladolid, 1 oppure 2 giugno 1418), nel 1393, sposò il re di Castiglia, Enrico III e fu regina consorte di Castiglia e León dal 1393 al 1406 e poi dal 1406 alla sua morte reggente per il figlio, il re Giovanni II, ancora minorenne;
- Giovanni (1374-1375).

## Ascendenza
|                                                |                   |                                                       | Genitori               |  |  | Nonni |  |  | Bisnonni                   |  |  | Trisnonni              |  |
|                                                |                   |                                                       |                        |  |  |       |  |  | Ferdinando IV di Castiglia |  |  | Sancho IV di Castiglia |  |
|                                                |                   |                                                       |                        |  |  |       |  |  | Ferdinando IV di Castiglia |  |  | Sancho IV di Castiglia |  |
|                                                |                   | Maria di Molina                                       |                        |  |  |       |  |  | Ferdinando IV di Castiglia |  |  |                        |  |
| Alfonso XI di Castiglia                        |                   |                                                       |                        |  |  |       |  |  | Ferdinando IV di Castiglia |  |  |                        |  |
|                                                |                   | Costanza del Portogallo                               | Dionigi del Portogallo |  |  |       |  |  |                            |  |  |                        |  |
|                                                |                   | Costanza del Portogallo                               | Dionigi del Portogallo |  |  |       |  |  |                            |  |  |                        |  |
|                                                |                   | Costanza del Portogallo                               | Isabella d'Aragona     |  |  |       |  |  |                            |  |  |                        |  |
| Pietro I di Castiglia                          |                   | Costanza del Portogallo                               |                        |  |  |       |  |  |                            |  |  |                        |  |
|                                                |                   | Alfonso IV del Portogallo                             | Dionigi del Portogallo |  |  |       |  |  |                            |  |  |                        |  |
|                                                |                   | Alfonso IV del Portogallo                             | Dionigi del Portogallo |  |  |       |  |  |                            |  |  |                        |  |
|                                                |                   | Alfonso IV del Portogallo                             | Isabella d'Aragona     |  |  |       |  |  |                            |  |  |                        |  |
| Maria del Portogallo                           |                   | Alfonso IV del Portogallo                             |                        |  |  |       |  |  |                            |  |  |                        |  |
|                                                |                   | Beatrice di Castiglia                                 | Sancho IV di Castiglia |  |  |       |  |  |                            |  |  |                        |  |
|                                                |                   | Beatrice di Castiglia                                 | Sancho IV di Castiglia |  |  |       |  |  |                            |  |  |                        |  |
|                                                |                   | Beatrice di Castiglia                                 | Maria di Molina        |  |  |       |  |  |                            |  |  |                        |  |
| Costanza di Castiglia                          |                   | Beatrice di Castiglia                                 |                        |  |  |       |  |  |                            |  |  |                        |  |
|                                                | García de Padilla | …                                                     |                        |  |  |       |  |  |                            |  |  |                        |  |
|                                                | García de Padilla | …                                                     |                        |  |  |       |  |  |                            |  |  |                        |  |
|                                                | García de Padilla | …                                                     |                        |  |  |       |  |  |                            |  |  |                        |  |
| Juan García de Padilla, I Signore di Villagera | García de Padilla |                                                       |                        |  |  |       |  |  |                            |  |  |                        |  |
|                                                |                   | Leonor de Vera                                        | …                      |  |  |       |  |  |                            |  |  |                        |  |
|                                                |                   | Leonor de Vera                                        | …                      |  |  |       |  |  |                            |  |  |                        |  |
|                                                |                   | Leonor de Vera                                        | …                      |  |  |       |  |  |                            |  |  |                        |  |
| Maria di Padilla                               |                   | Leonor de Vera                                        |                        |  |  |       |  |  |                            |  |  |                        |  |
|                                                |                   | Fernán González de Henestrosa, I Signore di Alcañices | …                      |  |  |       |  |  |                            |  |  |                        |  |
|                                                |                   | Fernán González de Henestrosa, I Signore di Alcañices | …                      |  |  |       |  |  |                            |  |  |                        |  |
|                                                |                   | Fernán González de Henestrosa, I Signore di Alcañices | …                      |  |  |       |  |  |                            |  |  |                        |  |
| María Fernández de Henestrosa                  |                   | Fernán González de Henestrosa, I Signore di Alcañices |                        |  |  |       |  |  |                            |  |  |                        |  |
|                                                |                   | Aldonza Ramírez de Silva                              | …                      |  |  |       |  |  |                            |  |  |                        |  |
|                                                |                   | Aldonza Ramírez de Silva                              | …                      |  |  |       |  |  |                            |  |  |                        |  |
|                                                |                   | Aldonza Ramírez de Silva                              | …                      |  |  |       |  |  |                            |  |  |                        |  |
|                                                |                   | Aldonza Ramírez de Silva                              |                        |  |  |       |  |  |                            |  |  |                        |  |